# 东钓角

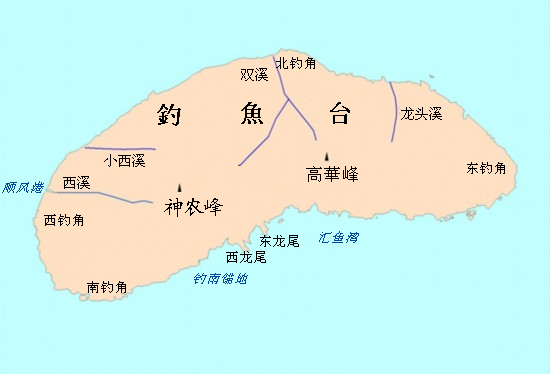
釣魚台島嶼地圖。

东钓角，日文稱東岬（Agari-saki），是位在釣魚台的一个海岬，位置在島上的东部偏南。东钓角西边正对釣魚台的第一高峰高华峰（奈良原岳），西北边有龙头溪（道安溪），西南边有汇鱼湾。东钓角的名稱由中國在2012年9月命名。日文名由黑岩恆在1900年命名。台灣未命名。